# Rio Bucieş
O Rio Bucieş é um rio da Romênia afluente do Rio Caşin, localizado no distrito de Bacău.